# 1996 UB
1996 UB är en asteroid i huvudbältet som upptäcktes den 16 oktober 1996 av den japanska astronomen Takao Kobayashi vid Ōizumi-observatoriet.
Asteroiden har en diameter på ungefär 7 kilometer och den tillhör asteroidgruppen Koronis.